# Hypnodendron menziesii
Hypnodendron menziesii är en bladmossart som beskrevs av Jean Édouard Gabriel Narcisse Paris 1895. Hypnodendron menziesii ingår i släktet Hypnodendron och familjen Hypnodendraceae. Inga underarter finns listade i Catalogue of Life.